# Maurício Joppert da Silva
Maurício Joppert da Silva (Rio de Janeiro, 10 de julho de 1890 — Rio de Janeiro, 24 de setembro de 1985) foi um engenheiro e político brasileiro.
Filho de João Severino da Silva e de Olga Joppert da Silva.
Foi professor da Escola Politécnica do Rio de Janeiro da Universidade do Rio de Janeiro e presidente do Clube de Engenharia do Rio de Janeiro.
Comandou o Ministério dos Transportes, entre 1 de novembro de 1945 e 31 de janeiro de 1946, no governo de José Linhares.